# Olympische Sommerspiele 1936/Leichtathletik – Dreisprung (Männer)

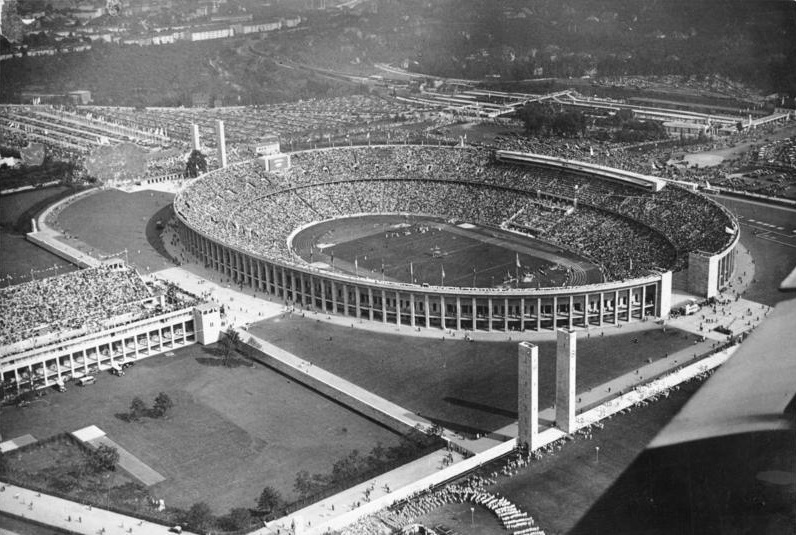
Das Olympiastadion in Berlin

Der Dreisprung der Männer bei den Olympischen Spielen 1936 in Berlin wurde am 6. August 1936 im Olympiastadion Berlin ausgetragen. 31 Athleten nahmen teil.
Olympiasieger wurde der Japaner Tajima Naoto vor seinem Landsmann Harada Masao. Die Bronzemedaille gewann der Australier Jack Metcalfe.

## Rekorde

### Bestehende Rekorde
| Weltrekord         | 15,78 m | Jack Metcalfe ( Australien) | Sydney, Australien         | 5. August 1934 |
| Olympischer Rekord | 15,72 m | Nambu Chūhei ( Japan)       | Finale OS Los Angeles, USA | 4. August 1932 |

### Rekordverbesserung
Mit seinem drittletzten Sprung im Finale am 6. August verbesserte der japanische Olympiasieger Tajima Naoto den bestehenden olympischen Rekord um 28 Zentimeter auf 16,00 m und steigerte damit gleichzeitig den bestehenden Weltrekord um 22 Zentimeter. Es war der erste Sprung der Leichtathletikgeschichte auf die Marke von sechzehn Metern.

## Durchführung des Wettbewerbs
Die Athleten begannen mit einer Qualifikationsrunde. 23 Springer – hellblau unterlegt – übertrafen die für die Halbfinalteilnahme geforderte Qualifikationsweite von 14,00 Metern. Im Halbfinale hatte jeder Teilnehmer drei Versuche. Die besten sechs Athleten – wiederum hellblau unterlegt – qualifizierten sich dann für weitere drei Versuche im Finale. Dabei ging das Resultat des Halbfinals mit in das Endresultat ein. Alle Teilwettkämpfe fanden am 6. August statt.
Anmerkung:

Die qualifizierten Athleten sind. Die Reihenfolgen und Weiten der Versuchsserien in der Qualifikationsrunde sind nicht bekannt.

## Qualifikation
6. August 1936, 14.00 Uhr

Wetterbedingungen: leicht bedeckt, 17 – 18 °C, leichter Rückenwind.
| Name                | Nation          | Weite |
| ------------------- | --------------- | ----- |
| Lennart Andersson   | Schweden        | k. A. |
| Billy Brown         | USA             | k. A. |
| Basil Dickinson     | Australien      | k. A. |
| Eugen Haugland      | Norwegen        | k. A. |
| Erich Joch          | Deutsches Reich | k. A. |
| Ōshima Kenkichi     | Japan           | k. A. |
| Marten Klasema      | Niederlande     | k. A. |
| Karl Kotratschek    | Österreich      | k. A. |
| Bo Ljungberg        | Schweden        | k. A. |
| Luz Long            | Deutsches Reich | k. A. |
| Edward Luckhaus     | Polen           | k. A. |
| Harada Masao        | Japan           | k. A. |
| Jovan Mikić         | Jugoslawien     | k. A. |
| Tajima Naoto        | Japan           | k. A. |
| Onni Rajasaari      | Finnland        | k. A. |
| Sam Richardson      | Kanada          | k. A. |
| Rolland Romero      | USA             | k. A. |
| Sigurður Sigurðsson | Island          | k. A. |
| Lajos Somló         | Ungarn          | k. A. |
| Olavi Suomela       | Finnland        | k. A. |
| Dudley Wilkins      | USA             | k. A. |
| Heinz Wöllner       | Deutsches Reich | k. A. |
| Edward Boyce        | Großbritannien  | k. A. |
| Situ Guong          | China           | k. A. |
| Chia Gwechang       | China           | k. A. |
| Karol Hoffmann      | Polen           | k. A. |
| Grigorios Lambrakis | Griechenland    | k. A. |
| Juan Reccius        | Chile           | k. A. |
| Wang Shilin         | China           | k. A. |
| Pedro del Vecchio   | Kolumbien       | k. A. |

## Legende
Kurze Übersicht zur Bedeutung der Symbolik – so üblicherweise auch in sonstigen Veröffentlichungen verwendet:
| x | ungültig |

## Halbfinale
6. August 1936, 16:30 Uhr

Wetterbedingungen: leicht bedeckt, 17 – 18 °C, leichter Rückenwind
| Platz | Name                | Nation          | 1. Versuch | 2. Versuch | 3. Versuch | Resultat | Anmerkung |
| ----- | ------------------- | --------------- | ---------- | ---------- | ---------- | -------- | --------- |
| 1     | Tajima Naoto        | Japan           | 15,76 m    | x          | 15,44 m    | 15,76 m  | OR        |
| 2     | Jack Metcalfe       | Australien      | 15,50 m    | x          | 14,76 m    | 15,50 m  |           |
| 3     | Harada Masao        | Japan           | 15,39 m    | 15,45 m    | 15,42 m    | 15,45 m  |           |
| 4     | Heinz Wöllner       | Deutsches Reich | 15,27 m    | x          | x          | 15,27 m  |           |
| 5     | Ōshima Kenkichi     | Japan           | 15,07 m    | x          | x          | 15,07 m  |           |
| 6     | Rolland Romero      | USA             | 14,68 m    | x          | 14,90 m    | 14,90 m  |           |
| 7     | Erich Joch          | Deutsches Reich | 14,88 m    | 14,54 m    | 14,88 m    | 14,88 m  |           |
| 8     | Dudley Wilkins      | USA             | 14,83 m    | x          | 14,83 m    | 14,83 m  |           |
| 9     | Olavi Suomela       | Finnland        | 13,98 m    | 14,72 m    | 14,53      | 14,72 m  |           |
| 10    | Luz Long            | Deutsches Reich | 14,31 m    | 14,62 m    | x          | 14,62 m  |           |
| 11    | Edward Luckhaus     | Polen           | 14,61 m    | 14,13 m    | 13,88 m    | 14,61 m  |           |
| 12    | Lajos Somló         | Ungarn          | x          | 14,12 m    | 14,60 m    | 14,60 m  |           |
| 13    | Onni Rajasaari      | Finnland        | 14,16 m    | x          | 14,59 m    | 14,59 m  |           |
| 14    | Eugen Haugland      | Norwegen        | x          | 14,56 m    | 14,43 m    | 14,56 m  |           |
| 15    | Marten Klasema      | Niederlande     | x          | 14,43 m    | 14,55 m    | 14,55 m  |           |
| 16    | Basil Dickinson     | Australien      | 14,48 m    | 14,18 m    | x          | 14,48 m  |           |
| 17    | Billy Brown         | USA             | 14,20 m    | 14,08 m    | 14,36 m    | 14,36 m  |           |
| 18    | Bo Ljungberg        | Schweden        | 14,35 m    | 13,62 m    | 14,28 m    | 14,35 m  |           |
| 19    | Lennart Andersson   | Schweden        | x          | 14,26 m    | x          | 14,26 m  |           |
| 20    | Sam Richardson      | Kanada          | 14,21 m    | x          | x          | 14,21 m  |           |
| 21    | Jovan Mikić         | Jugoslawien     | 13,71 m    | 13,45 m    | 13,90 m    | 13,90 m  |           |
| 22    | Sigurður Sigurðsson | Island          | 13,55 m    | 13,58 m    | 13,14 m    | 13,58 m  |           |
| 23    | Karl Kotratschek    | Österreich      | 12,87 m    | 13,14 m    | 13,15 m    | 13,15 m  |           |

Im Halbfinale ausgeschiedene Dreispringer:

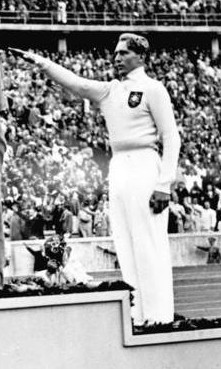
Luz Long – 14,62 m / Rang elf
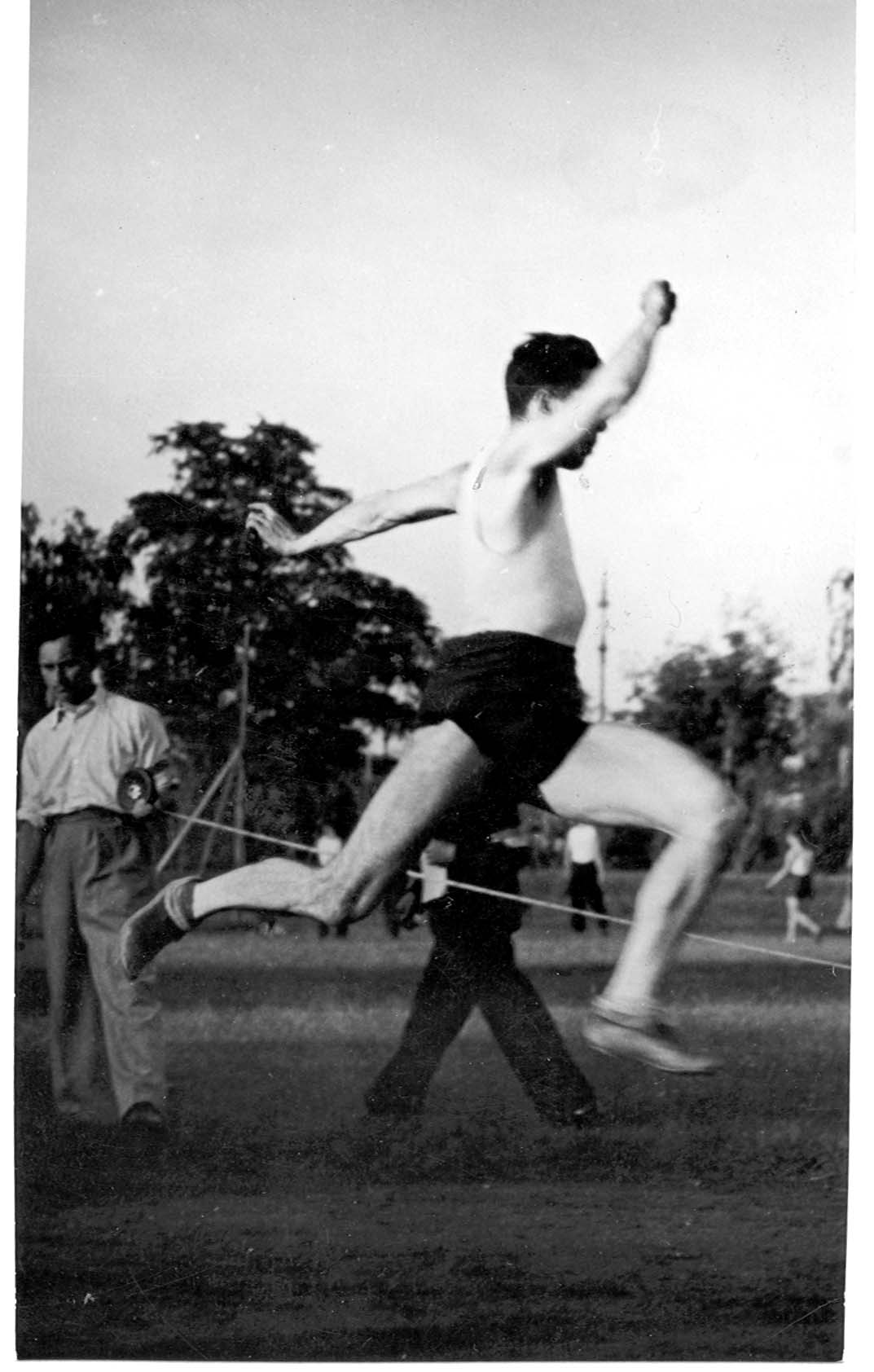
Lajos Somló – 14,60 m / Rang zwölf
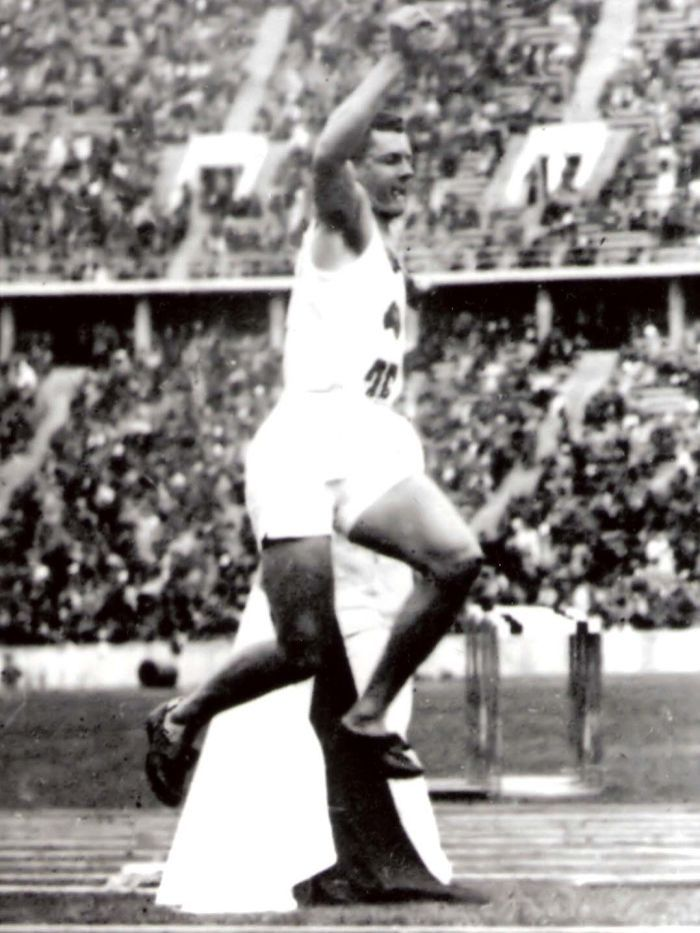
Basil Dickinson – 14,48 m / Rang sechzehn
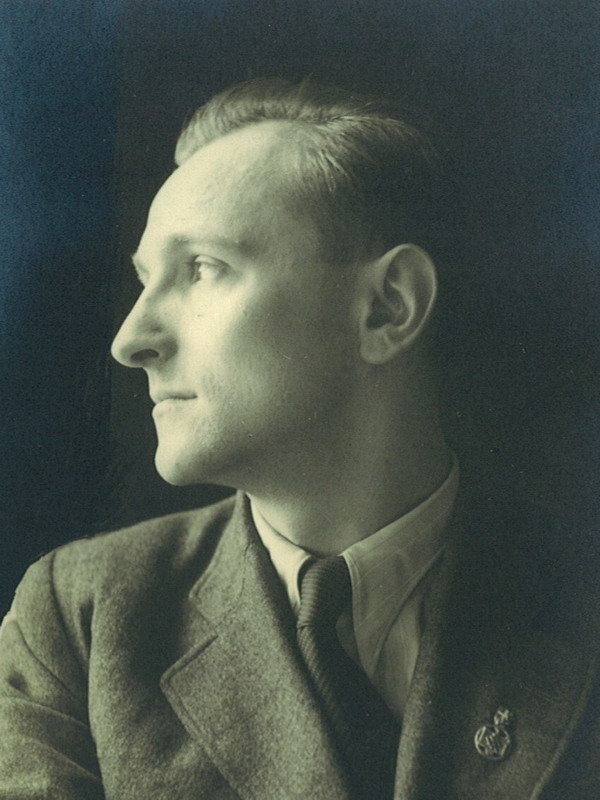
Karl Kotratschek – 13,15 m / Rang 23

## Finale

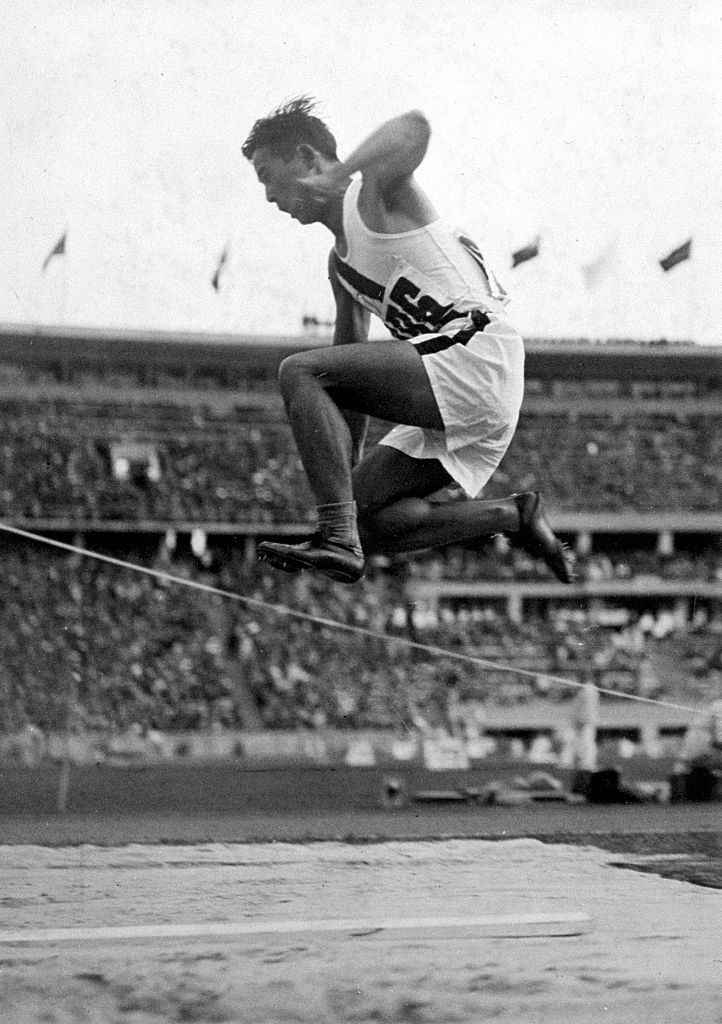
Tajima Naoto errang nach Bronze im Weitsprung mit dem ersten
16-Meter-Sprung der Leichtathletikgeschichte Gold im Dreisprung

6. August 1936, im Anschluss an das Halbfinale

Wetterbedingungen: leicht bedeckt, 17 – 18 °C, leichter Rückenwind.
|       |                 |                 |                | Finale          |                 |                 |             |           |
| Platz | Name            | Nation          | Halbfinalweite | 1. Versuch      | 2. Versuch      | 3. Versuch      | Endresultat | Anmerkung |
| 1     | Tajima Naoto    | Japan           | 15,76 m        | 16,00 m         | 15,65 m         | x               | 16,00 m     | WR        |
| 2     | Harada Masao    | Japan           | 15,45 m        | 15,50 m         | 15,27 m         | 15,66 m         | 15,66 m     |           |
| 3     | Jack Metcalfe   | Australien      | 15,50 m        | 14,83 m         | x               | 15,20 m         | 15,50 m     |           |
| 4     | Heinz Wöllner   | Deutsches Reich | 15,27 m        | 14,53 m         | x               | 14,23 m         | 15,27 m     |           |
| 5     | Rolland Romero  | USA             | 14,90 m        | x               | 15,08 m         | 15,04 m         | 15,08 m     |           |
| 6     | Ōshima Kenkichi | Japan           | 15,07 m        | x               | x               | x               | 15,07 m     |           |
| 7     | Erich Joch      | Deutsches Reich | 14,88 m        | nicht im Finale | nicht im Finale | nicht im Finale | 14,88 m     |           |
| 8     | Dudley Wilkins  | USA             | 14,83 m        | nicht im Finale | nicht im Finale | nicht im Finale | 14,83 m     |           |

Bei den beiden vorangegangenen Spielen hatten japanische Athleten den Dreisprung gewonnen. Den Weltrekord hatte ihnen mit 15,74 m inzwischen der Australier Jack Metcalfe abgejagt. So traten die japanischen Dreispringer und Metcalfe hier als Top-Favoriten an. Im Halbfinale blieben Tajima Naoto, Metcalfe und Harada Masao dicht beieinander. Doch im ersten Versuch des Finales sprang Naoto als erster Dreispringer überhaupt auf die 16-Meter-Marke und verbesserte damit Metcalfes Weltrekord um 22 Zentimeter. Der Australier konnte seine 15,50 m aus dem ersten Halbfinalversuch nicht verbessern und musste auch Masao an sich vorbeiziehen lassen, der im letzten Versuch um sechzehn Zentimeter besser war. Der dritte Japaner Ōshima Kenkichi konnte in der gesamten Runde aus Halbfinale und Finale nur einen gültigen Versuch vorweisen und landete mit 15,07 m auf Rang sechs.
Tajima Naotos Goldmedaille war der dritte japanische Sieg in Folge in dieser Disziplin.

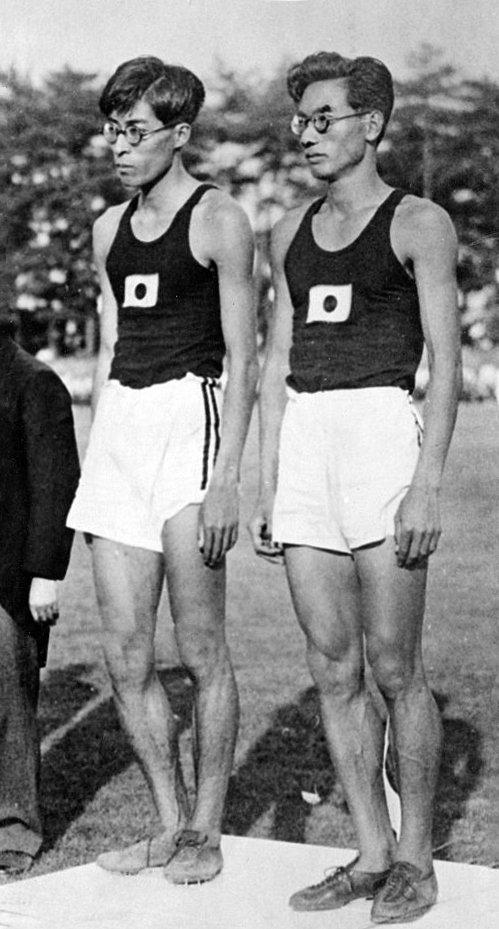
Silbermedaillengewinner Harada Masao (links), neben ihm der sechstplatzierte Ōshima Kenkichi
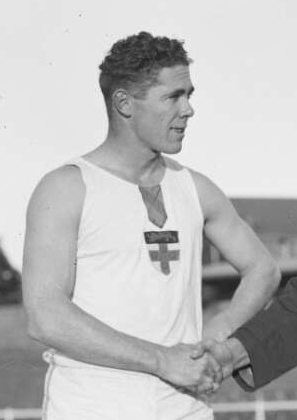
Jack Metcalfe verlor seinen Weltrekord und gewann Bronze
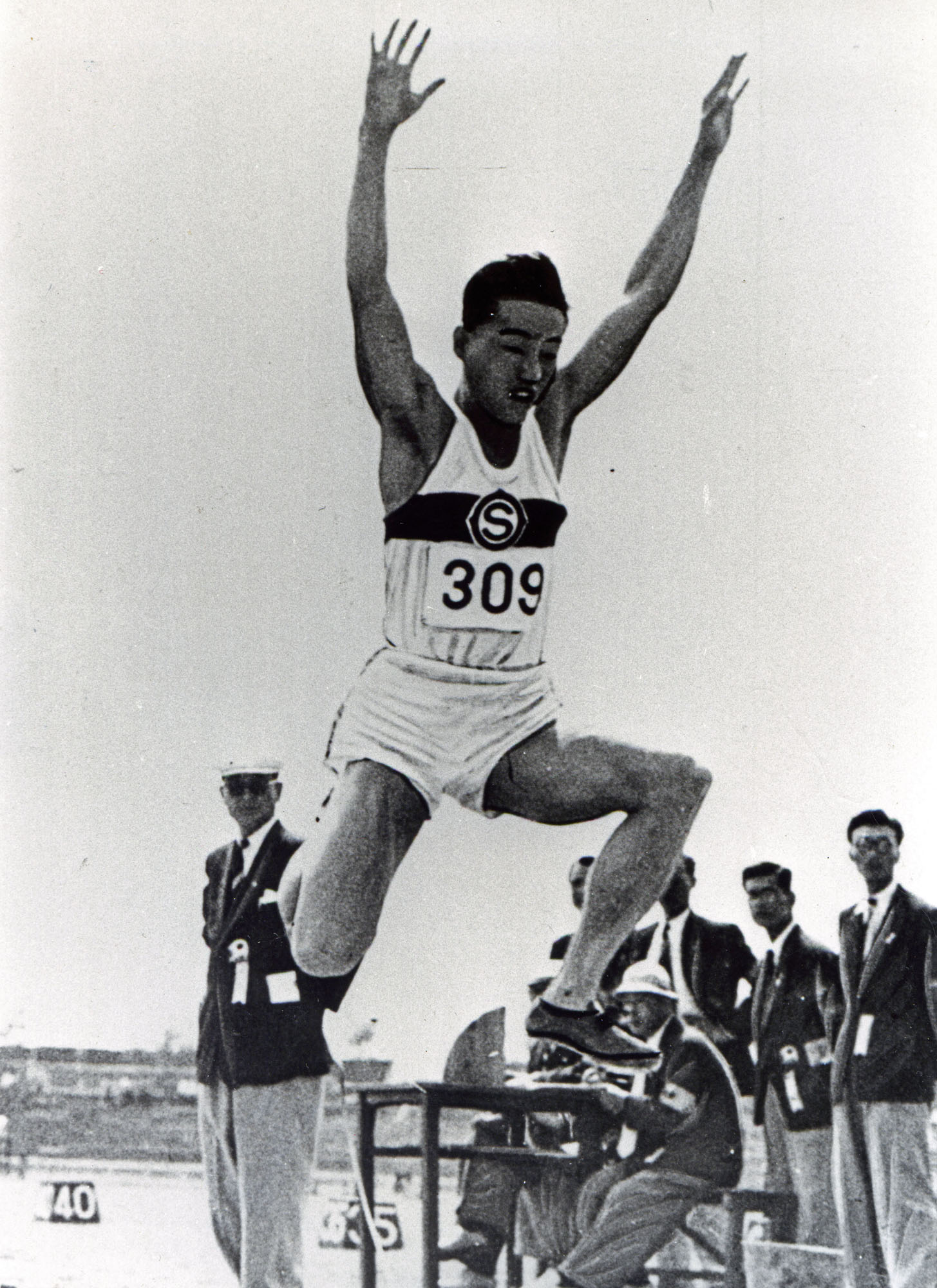
Ōshima Kenkichi kam auf den sechsten Platz

## Videolinks
- 1936, Triple Jump, Men, Olympic Games, Berlin, youtube.com, abgerufen am 16. Juli 2021
- Berlin 1936 – Olympics – Olympia – broad-, high- & triple jump – Weitsprung, Hochsprung, Dreisprung, Bereich 1:07 min bis 1:40 min, youtube.com, abgerufen am 16. Juli 2021